# Ingvill Måkestad Bovim
Ingvill Måkestad Bovim (née le 7 août 1981 à Odda) est une athlète norvégienne, spécialiste des courses de demi-fond .

## Biographie
Elle détient le record de Norvège du 800 mètres en 1 min 59 s 82. En 2011, elle se classe sixième du 1 500 m des championnats du monde de Daegu, en Corée du Sud.
Le 10 juillet 2016, Bovim échoue au pied du podium du 1 500 m des Championnats d'Europe d'Amsterdam en 4 min 34 s 15.

## Palmarès
| Date | Compétition                   | Lieu      | Résultat | Épreuve | Temps         |
| ---- | ----------------------------- | --------- | -------- | ------- | ------------- |
| 1998 | Championnats du monde juniors | Annecy    | 8e       | 800 m   | 2 min 08 s 39 |
| 2003 | Championnats d'Europe espoirs | Bydgoszcz | 3e       | 1 500 m | 4 min 13 s 58 |
| 2011 | Championnats du monde         | Daegu     | 6e       | 1 500 m | 4 min 6 s 85  |
| 2012 | Championnats d'Europe         | Helsinki  | 6e       | 1 500 m | 4 min 13 s 32 |
| 2016 | Championnats d'Europe         | Amsterdam | 4e       | 1 500 m | 4 min 34 s 15 |

### Records
| Épreuve | Performance   | Lieu   | Date               |
| ------- | ------------- | ------ | ------------------ |
| 800 m   | 1 min 59 s 82 | Zagreb | 1er septembre 2010 |
| 1 500 m | 4 min 2 s 20  | Rieti  | 29 août 2010       |